# Don't Stop the Music (Lionel Richie)
Don't Stop the Music è un singolo del cantautore statunitense Lionel Richie, pubblicato nel 2000 ed estratto dall'album Renaissance.

## Tracce
- CD Maxi Singolo

1. Don't Stop the Music (Album Version) - 4:13
2. Don't Stop the Music (Joey Negro Revival Mix Radio Edit) - 3:38
3. Shout It To The World - 4:37
4. All Night Long (Live from Edinburgh Castle) - 5:26

## Classifiche
| Classifica (2001) | Posizione massima |
| ----------------- | ----------------- |
| Austria           | 74                |
| Belgio (Fiandre)  | 56                |
| Belgio (Vallonia) | 63                |
| Germania          | 68                |
| Italia            | 19                |
| Paesi Bassi       | 73                |
| Regno Unito       | 34                |
| Svizzera          | 36                |